# Misje dyplomatyczne Korei Północnej

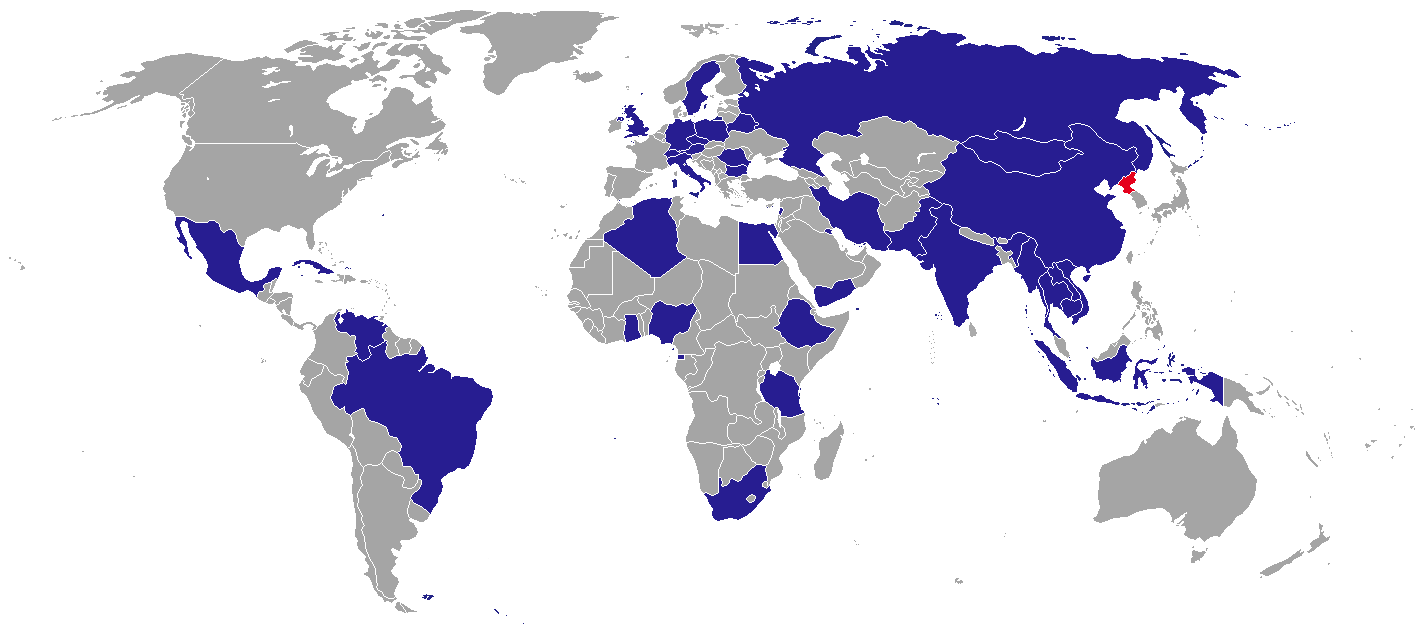
Kraje, w których Korea Północna ma swoje przedstawicielstwa dyplomatyczne

Misje dyplomatyczne Korei Północnej – przedstawicielstwa dyplomatyczne Koreańskiej Republiki Ludowo-Demokratycznej przy innych państwach i organizacjach międzynarodowych. Poniższa lista zawiera wykaz obecnych ambasad i konsulatów zawodowych. Nie uwzględniono konsulatów honorowych.

## Europa

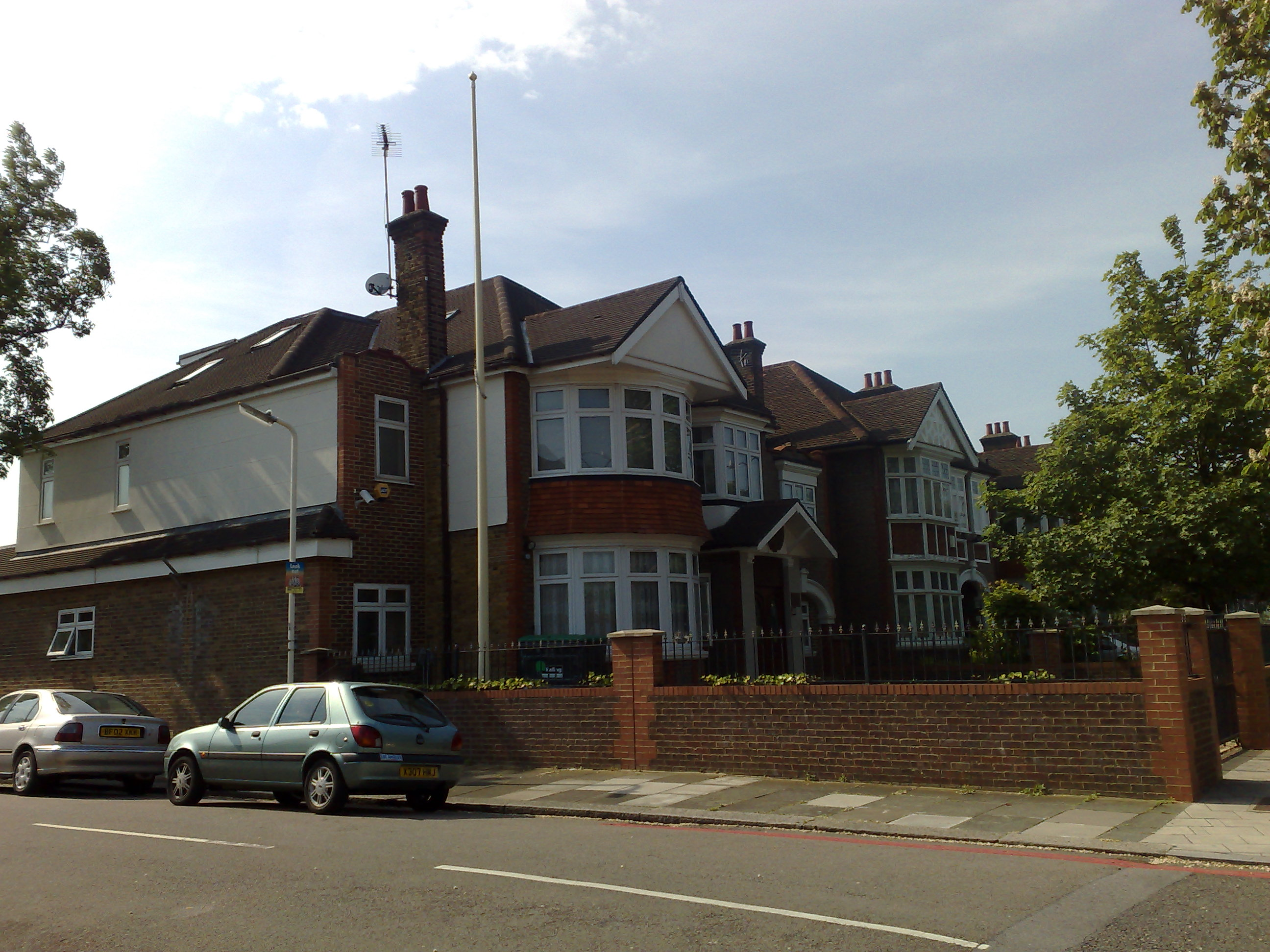
Ambasada Korei Północnej w Londynie

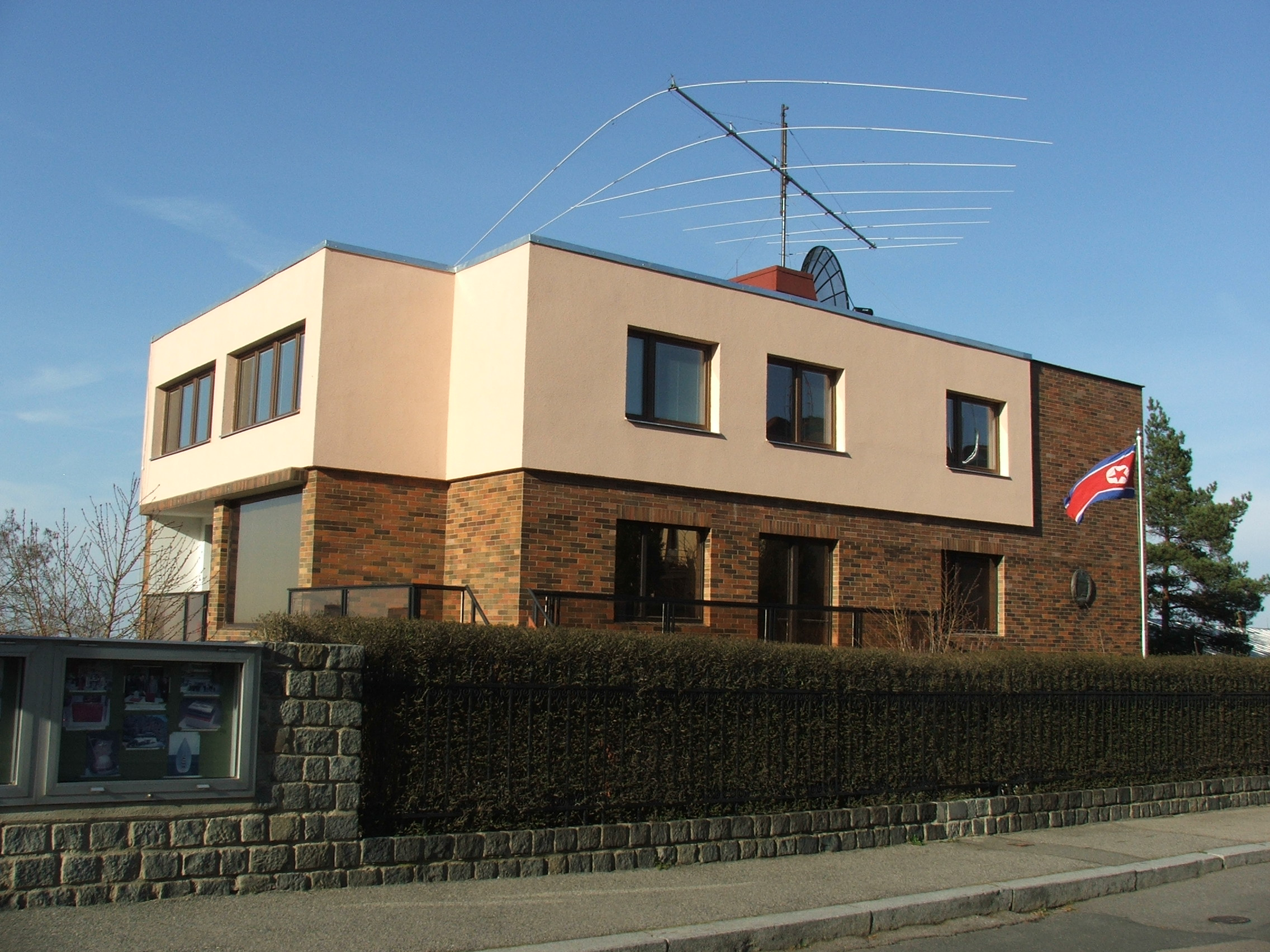
Ambasada Korei Północnej w Pradze

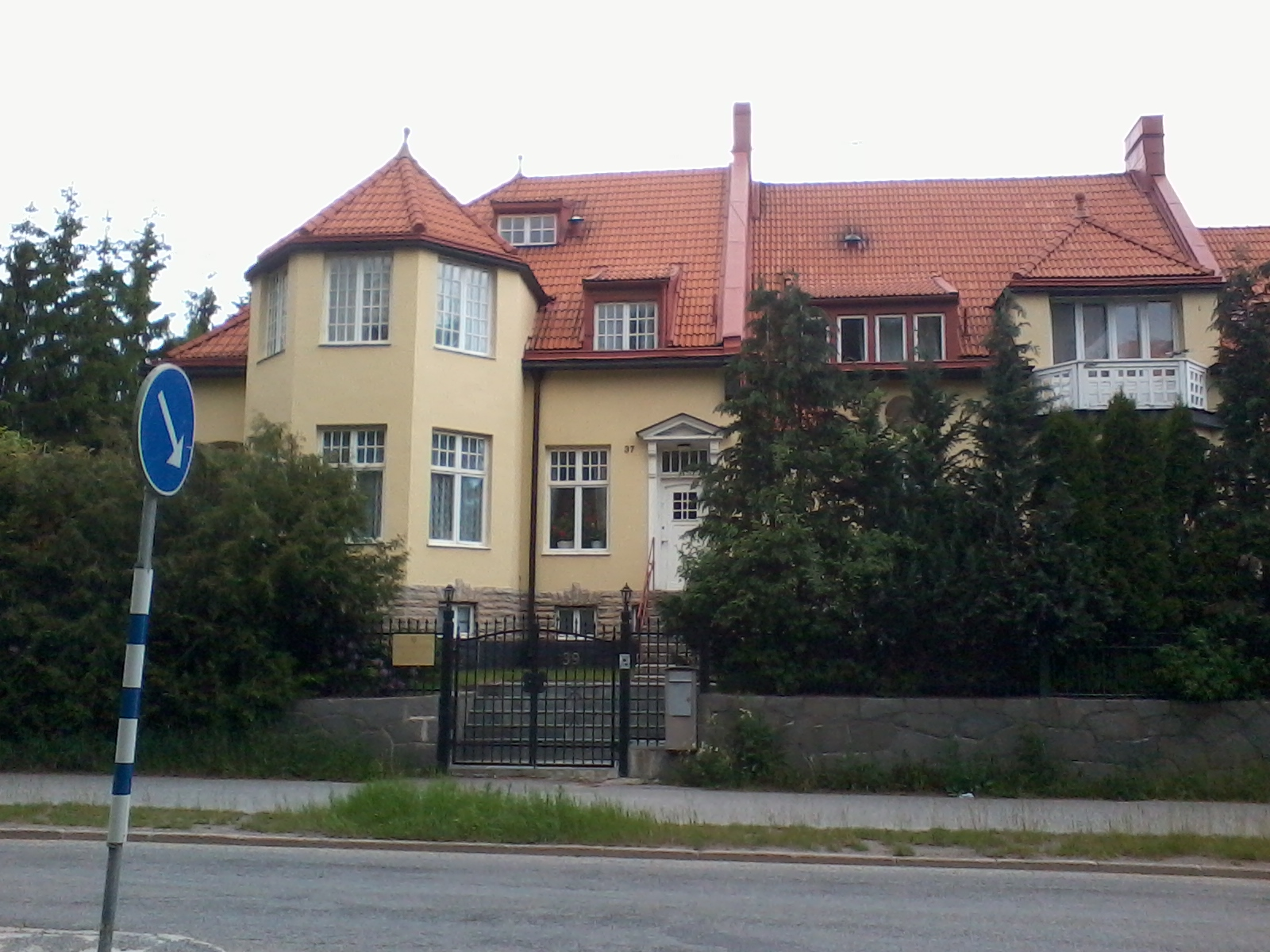
Ambasada Korei Północnej w Sztokholmie

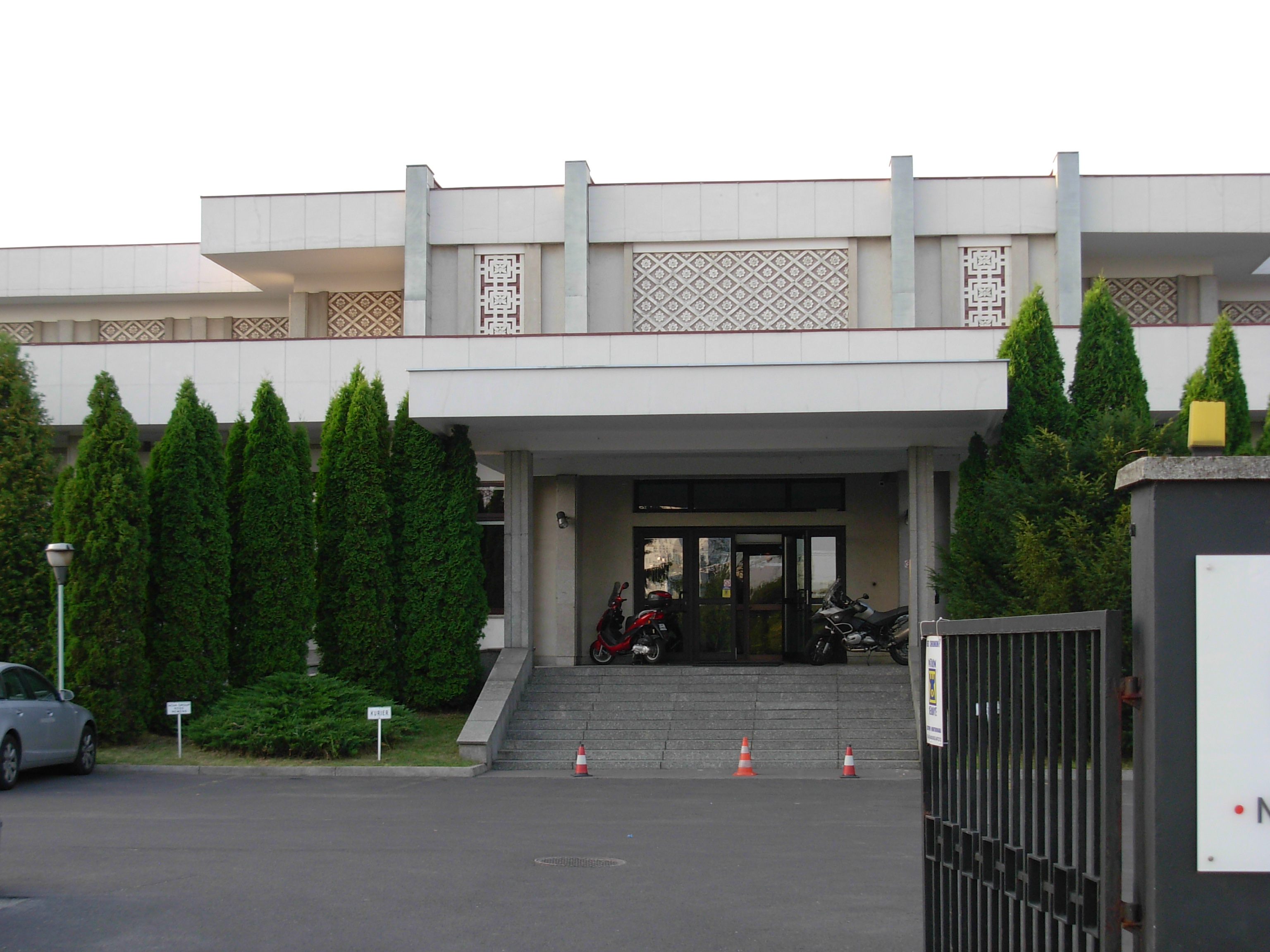
Ambasada Korei Północnej w Warszawie

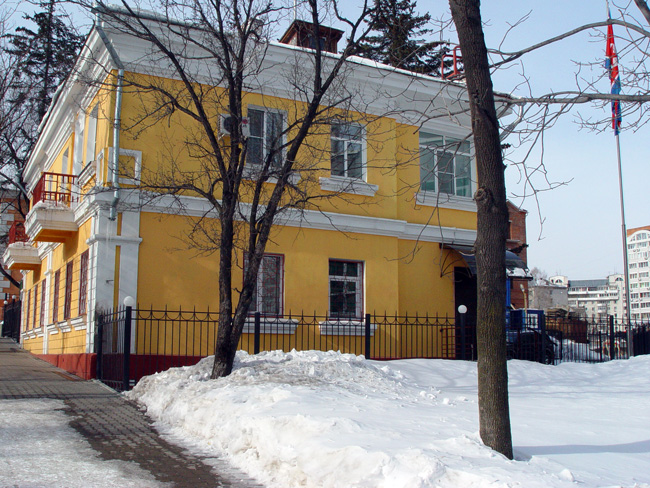
Biuro konsularne Korei Północnej w Chabarowsku

- Austria
  - Wiedeń (Ambasada)
- Bułgaria
  - Sofia (Ambasada)
- Czechy
  - Praga (Ambasada)
- Niemcy
  - Berlin (Ambasada)
- Polska
  - Warszawa (Ambasada)
- Rosja
  - Moskwa (Ambasada)
  - Nachodka (Konsulat Generalny)
  - Chabarowsk (Biuro Konsularne)
- Rumunia
  - Bukareszt (Ambasada)
- Szwajcaria
  - Berno (Ambasada)
- Szwecja
  - Sztokholm (Ambasada)
- Wielka Brytania
  - Londyn (Ambasada)
- Włochy
  - Rzym (Ambasada)

## Ameryka Północna, Środkowa i Karaiby
- Kuba
  - Hawana (Ambasada)
- Meksyk
  - Meksyk (Ambasada)

## Ameryka Południowa
- Brazylia
  - Brasília (Ambasada)
- Peru
  - Lima (Ambasada)
- Wenezuela
  - Caracas (Ambasada)

## Afryka
- Egipt
  - Kair (Ambasada)
- Etiopia
  - Addis Abeba (Ambasada)
- Ghana
  - Akra (Biuro Konsularne)
- Gwinea
  - Konakry (Ambasada)
- Gwinea Równikowa
  - Malabo (Ambasada)
- Libia
  - Trypolis (Ambasada; obecnie nieuznawana przez Narodową Radę Tymczasową Libii)
- Nigeria
  - Abudża (Ambasada)
- Południowa Afryka
  - Pretoria (Ambasada)
- Tanzania
  - Dar es Salaam (Ambasada)
- Uganda
  - Kampala (Ambasada)

## Azja

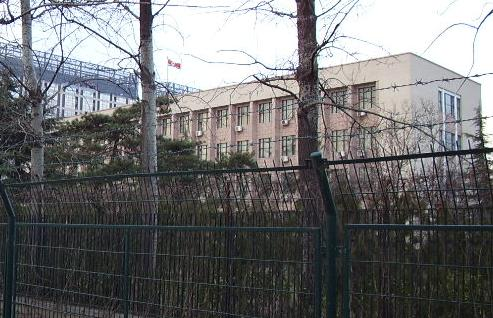
Ambasada Korei Północnej w Pekinie

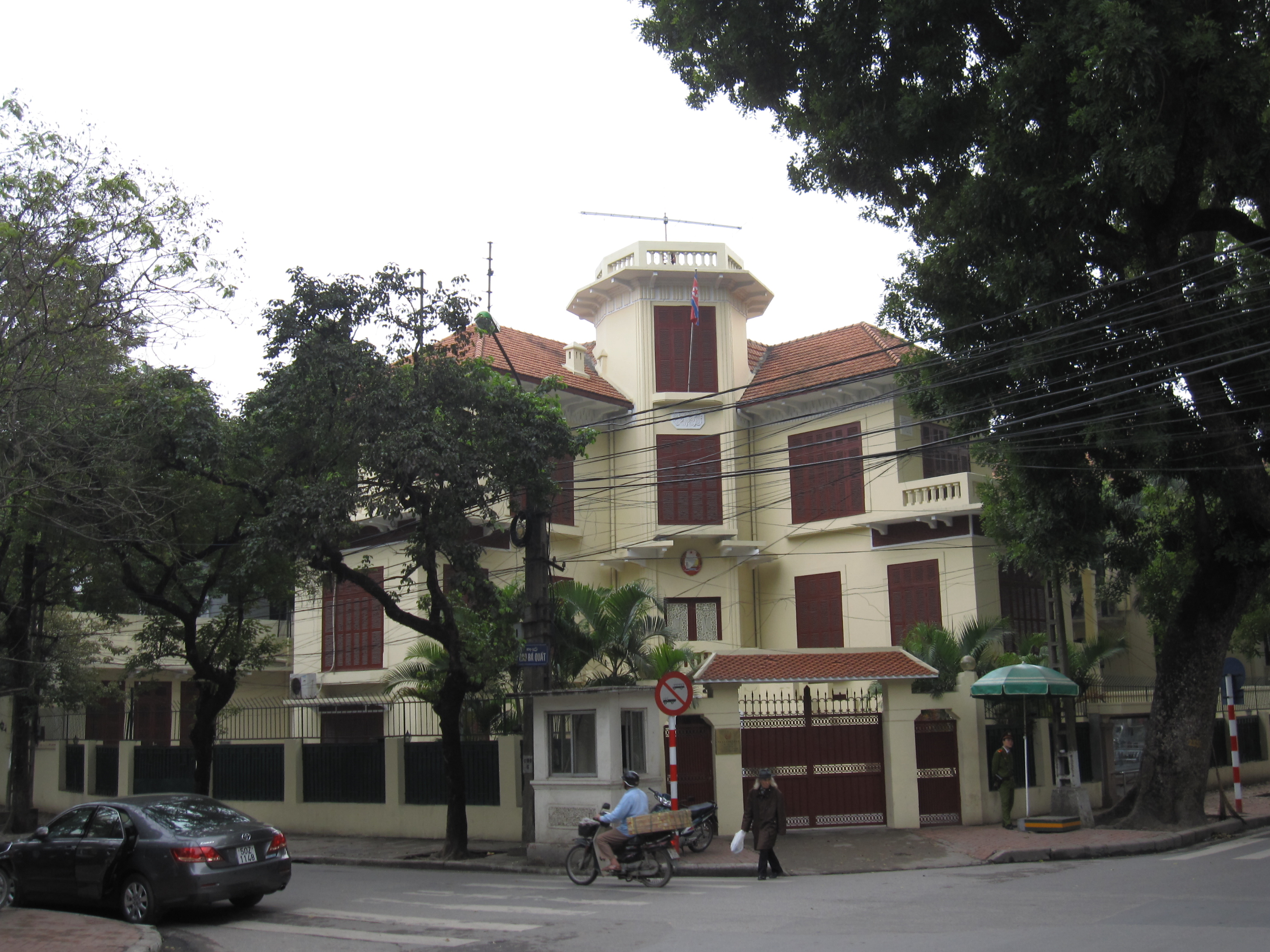
Ambasada Korei Północnej w Hanoi

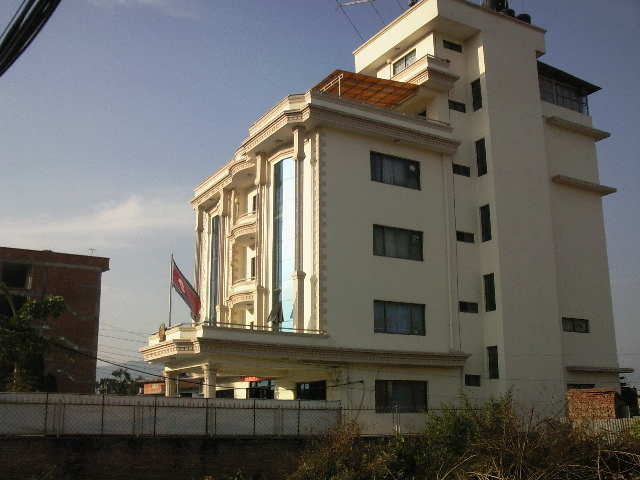
Ambasada Korei Północnej w Katmandu

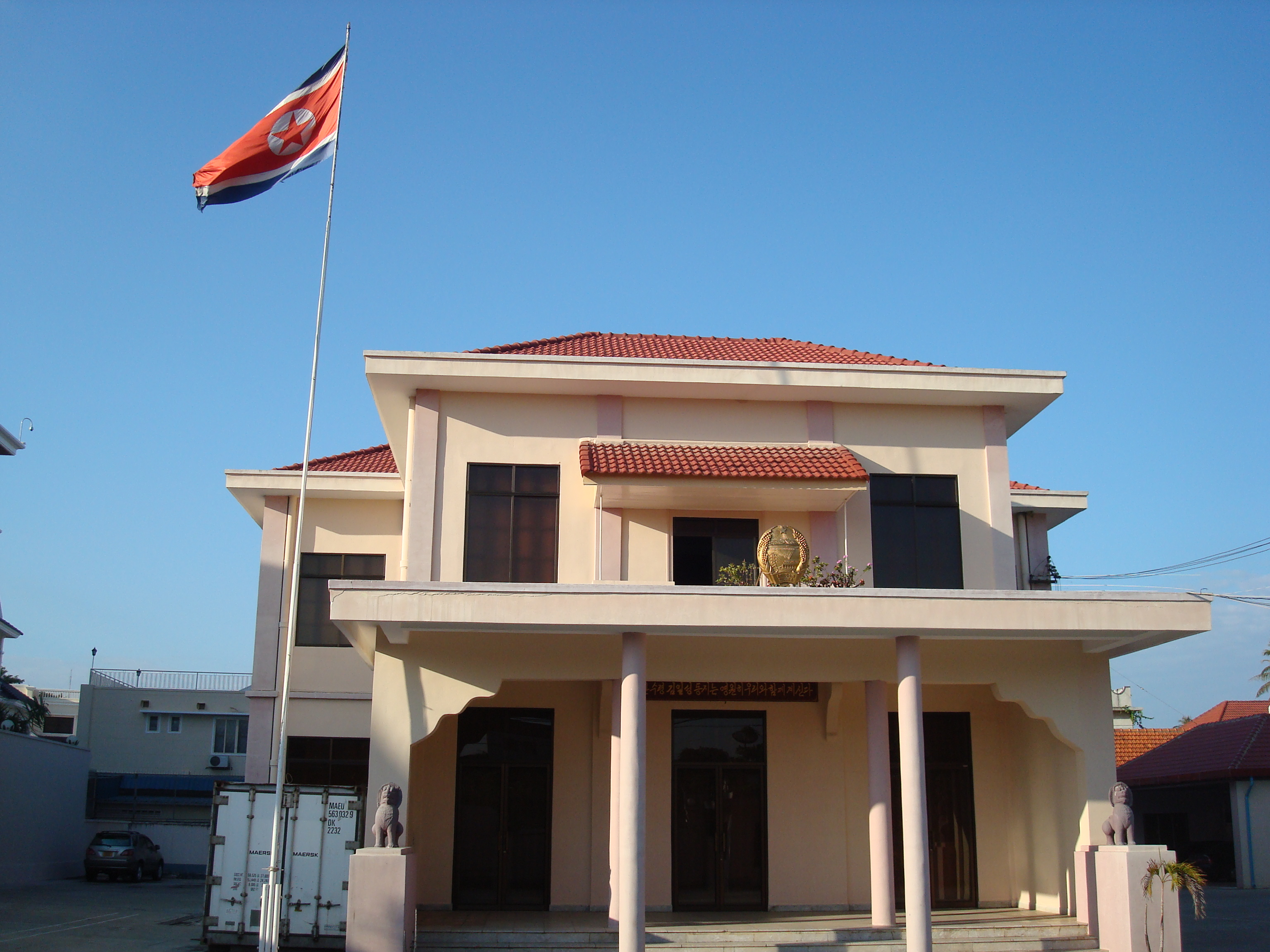
Ambasada Korei Północnej w Phnom Penh

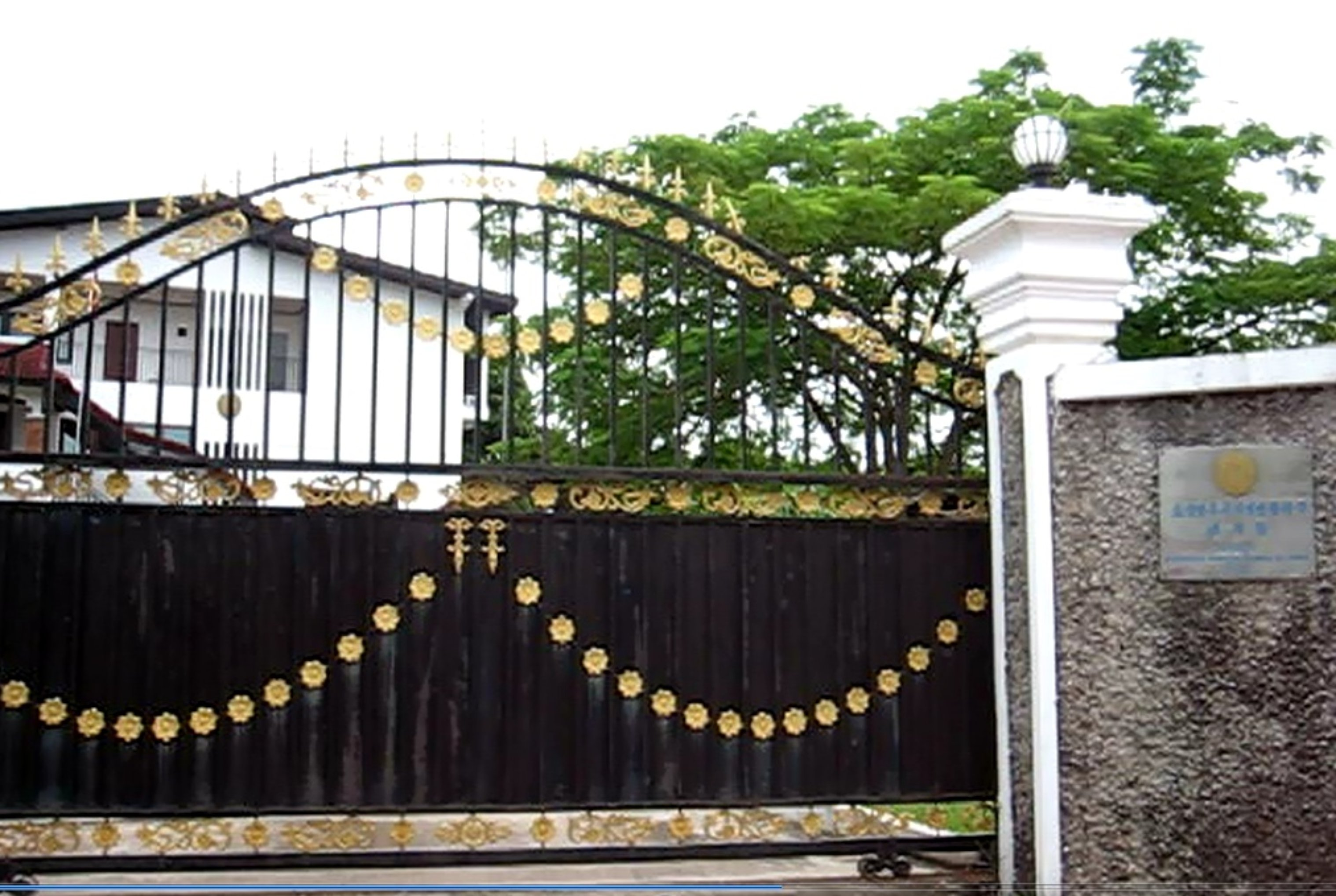
Ambasada Korei Północnej w Wientianie

- Bangladesz
  - Dhaka (Ambasada)
- Chiny
  - Pekin (Ambasada)
  - Hongkong (Konsulat Generalny)
  - Shenyang (Konsulat Generalny)
- Indie
  - Nowe Delhi (Ambasada)
- Indonezja
  - Dżakarta (Ambasada)
- Iran
  - Teheran (Ambasada)
- Jemen
  - Sana (Ambasada)
- Kambodża
  - Phnom Penh (Ambasada)
- Kuwejt
  - Kuwejt (Ambasada)
- Laos
  - Wientian (Ambasada)
- Liban
  - Bejrut (Ambasada)
- Malezja
  - Kuala Lumpur (Ambasada)
- Mjanma
  - Rangun (Ambasada)
- Mongolia
  - Ułan Bator (Ambasada)
- Nepal
  - Katmandu (Ambasada)
- Pakistan
  - Islamabad (Ambasada)
  - Karaczi (Konsulat Generalny)
- Singapur
  - Singapur (Ambasada)
- Syria
  - Damaszek (Ambasada)
- Tajlandia
  - Bangkok (Ambasada)
- Wietnam
  - Hanoi (Ambasada)

## Organizacje międzynarodowe
- Nowy Jork – Stałe Przedstawicielstwo przy Organizacji Narodów Zjednoczonych
- Genewa – Stałe Przedstawicielstwo przy Biurze Narodów Zjednoczonych i innych organizacjach